# ナムチ
ナムチ（梵: नमुचि, Namuci）は、インド神話に登場するアスラである。雷神インドラの友であり、後に裏切った不倶戴天の敵。ナムチとインドラに関するまとまった神話は主にブラーフマナ以降の文献で語られるが、すでに『リグ・ヴェーダ』（VIII・14・13, X・131・4～5）に言及されており、古くから良く知られていたと考えられる。しばしばヴリトラと混同される。後世のプラーナ文献の1つ『ヴァーユ・プラーナ』ではダイティヤ王ヒラニヤカシプの娘シンヒカーとヴィプラチッティの子。
言語学者、宗教学者のジョルジュ・デュメジルは『戦士の幸と不幸』において、インドラとナムチの神話をローマ建国神話のトゥッルス・ホスティリウスとメッティウス・フッフェティウスのエピソードと比較研究している。

## 神話
『マイトラーヤニー・サンヒター』によると、最初インドラ神はナムチと戦うが、逆に形勢が不利であった。であるにもかかわらず、ナムチはインドラに友人関係になろうと提案する。そこでインドラは「昼でも夜でも、乾いたものでも湿ったものでも、汝を傷つけない」という協約を結ぶことになり、両者は停戦し、親しい間柄となった。『シャタパタ・ブラーフマナ』XII・7・3・1 ではこの誓いは「昼でも夜でも、棒でも弓でも、掌でも拳でも、乾いたものでも湿ったものでも殺さない」である。
ところがナムチは後にインドラを裏切る。インドラがトヴァシュトリ神の息子である三つ頭の怪物・ヴィシュヴァルーパを殺したために衰弱させられたとき、ナムチはスラー酒を彼に飲ませて悪酔いさせ、彼の全ての能力を奪い取った。困ったインドラは医術に優れたアシュヴィン双神とサラスヴァティー女神に助けを求めた。彼らはインドラを癒しただけでなく、協約を守りつつナムチを倒す方法を授けた。昼でも夜でもないとき、つまり夜が明ける前に、乾いても湿ってもいない泡でもって戦えばよい、と。こうしてインドラはアシュヴィン双神とサラスヴァティーが泡で作った武器（詳細不明）でナムチの頭を切り落とす。
しかしいくつかの文献は最初にナムチの裏切りがあったにもかかわらず、友情を裏切ったインドラの行為に対して批判的である。『タイッティリーヤ・ブラーフマナ』によると、切り落とされたナムチの首はインドラの後を追いかけていき、非難の言葉を投げかけたという。また『ジャイミニーヤ・ブラーフマナ』2・134 はナムチ殺しをインドラ神の罪の1つとして数えている。

## 仏教経典
ナムチは初期の仏教経典『スッタニパータ』に釈迦の修業の邪魔をする悪魔として登場している。